# Avia BH-29
Avia BH-29 – czechosłowacki samolot szkolny z okresu międzywojennego. 

## Historia
W 1927 roku w wytwórni Avia opracowano samolot szkolny przeznaczony do szkolenia podstawowego pilotów. Tak opracowany samolot otrzymał oznaczenie BH-29. 
Gotowy prototyp wyposażony w silnik gwiazdowy Walter NZ-85 o mocy 85 KM, został oblatany 29 sierpnia 1927 roku. W trakcie lotów testowych okazało się, że jego osiągi są gorsze niż planowano. W związku z tym zbudowano kolejny prototyp oznaczony jako BH-29.1, który został wyposażony w mocniejszy silnik Walter NZ-120 o mocy 120 KM. Samolot ten również poddano testom, w toku których wykazał lepsze osiągi, lecz były one niewystarczające. W związku z tym i brakiem zainteresowania zaniechano dalszych prac nad nim. Zbudowano tylko dwa prototypy.

## Użycie w lotnictwie
Pierwszy prototyp samolotu Avia BH-29 został zarejestrowany w 1928 roku w rejestrze samolotów cywilnych i otrzymał nr L-BONN (od 1933 – OK-ONN) i był cały czas własnością wytwórni Avia.
Drugi prototyp został zarejestrowany 3 maja 1928 roku i otrzymał nr L-BONQ (od 1933 OK-LIR), początkowo był własnością wytwórni. Wykonywał on wtedy długodystansowe loty propagandowe po Europie, pierwszy przez Niemcy, Szwajcarię, Hiszpanię, Portugalię, Francję, Wielką Brytanię, Belgię i na powrót do Pragi, drugi z lotów wykonał na północ Europy, m.in. do Niemiec, Belgii, Danii, Norwegii, Szwecji i Łotwy. Jednak wobec braku zainteresowania wytwórnia w 1931 roku sprzedała go pilotowi Kellenersowi, który robił pokazy akrobacyjne. Kolejnym właścicielem w 1933 została organizacja Masarykowa Liga Lotnicza (cz. Masarykova letecká liga) i potem od 1935 Aeroklub Szkół Wyższych (cz. Aeroklub vysokoškolského sportu). Został skreślony z rejestru 13 maja 1937 roku.

## Opis techniczny
Samolot Avia BH-28 był dwupłatem o konstrukcji drewnianej, była to konwencjonalna konstrukcja, z płatami dolnymi o większej rozpiętości. Uczeń-pilot i instruktor siedzieli w otwartych kabinach, umiejscowionych jedna za drugą. Uczeń zwykle siedział w przedniej kabinie.
Podwozie klasyczne – stałe z płozą ogonową.
Silnik gwiazdowy chłodzony powietrzem, został zamontowany na płycie przymocowanej do kadłuba. Paliwo znajdowało się w dwóch zbiornikach umieszczonych w górnym płacie. Zbiornik oleju znajdował się za silnikiem, w górnej pokrywie kadłuba. 